# Zurvánizmus
A zurvánizmus a zoroasztrizmusból kivált legjelentősebb irányzat, egy mára kihalt ága.
Néhány kutató szerint a zurvánizmus egy Zoroaszter előtt született vallási hagyomány, az általánosan elfogadott felfogás szerint babiloni hatásra fejlődött ki az akhaimenida-korban. A nyugati vallási hagyományokból, a judaizmus és a gnoszticizmus egyes ágaiból  kimutatható zurvánita elemek tanúsága szerint ez az irányzat a párthus korban is nagy népszerűségnek örvendett. Valószínűleg csak a szászánida korban került előtérbe és vezető szerepét a muszlim hódításig megőrizte. Még ekkor is inkább a zoroasztriánus egyházon belüli szellemi mozgalom volt, nem pedig önálló szekta. A Szászánida Birodalomban talán egyfajta népi vallásosságot képviselt, amelyre szír, örmény és arab forrásokban is találunk hivatkozásokat.
A zurvánizmusnak több ága is kialakult, nem valószínű azonban, hogy a köztük lévő különbségek önálló szekták létrejöttéhez vezettek volna.
Tisztán zurvánista szöveg nem maradt fenn, de kétségtelen, hogy a szekta névadója az "Idő" jelentésű végső lény, Zurván. Ő Ahura Mazdá és Ahriman atyja, tehát a jót és a rosszat is még magában hordozza.
Kákosy László az MTA tagja úgy vélekedett hogy a zurvánizmus gyökerei az iráni vallás régi, akhaimenid rétegeiben keresendők. Úgy látta, hogy jóllehet "Zervan"t a görögben a Kronosz szóval adják vissza (és nem az aiónnal), mégis ez az iráni vallási irányzat is belejátszott a görög időképzetek alakulásába.
A zurvánizmus egy gondolati terméke a  világ keletkezésének materialista magyarázata, amely valószínűleg idegen hatásra született. Eszerint a világot nem Isten teremtette, hanem egy fejlődési lánc eredményeképp jött létre, és e fejlődés során a forma nélküli ősanyag, a Végtelen Idő és Tér (Zurván) különféle anyagi formákat vesz föl.

## Zurván
John R. Hinnels, az összehasonlító vallástudomány professzora a következőképp írja le a zurvanita istenek születését:
A Föld keletkezése előtt csak Zurván, a hatalmas és végső lény létezett. Azért, hogy fia szülessen, ezer éven keresztül mutatott be áldozatokat. Az áldozat itt nem azt jelenti, hogy egy másik lényhez imádkozott volna, hisz a perzsák hite szerint magában az áldozatban rejlik az erő. Ezer év után már nemigen hitt benne, hogy az áldozat ereje világra hozhatja fiát, Ohrmazdot (Ahura Mazdát), a menny és föld teremtőjét. Ekkor, kétségei közepette ikreket fogant, Zurván ugyanis a teljesség, a női és férfi princípiumot egyaránt magában hordó androgün. Az ikrek közül Ohrmazdban vágyai teljesültek be, Ahrimanban kétségei öltöttek testet.
Zurván Ahrimannak adta a világ fölötti hatalmat. Ohrmazd kapta az ezen felül levő dolgokat, és Ohrmazd megteremtette az eget és a földet. A világban tapasztalható rossz tehát nem valamilyen műhiba következménye, létének lehetősége a kezdeti lényből fakad. A két pólus közötti harc célja az egység helyreállítása. Ezekből a gondolatokból sokat merítettek a későbbi gnosztikusok.

## Földi történelem
A zoroasztrizmus ortodox hagyománya szerint a földi történelem 12 ezer évből áll. Az első 3 ezer év a teremtésé , a második háromezer Ohrmazd akarata szerint telik. A harmadik háromezer év folyamán hol a jó, hol a rossz kerekedik felül. A negyedikben pedig a Gonosz Szellem (Ahriman) vereséget szenved. A zurvánizmus másként osztja fel ezt  az időt. Eszerint az első kilencezer évben a gonosz uralkodik, és csak az utolsó háromezer év hozza meg a pusztulását.

## Fő eltérések a zoroasztrizmustól
A zurvánizmus és a zoroasztrizmus közötti lényegi eltérések a következők:
- az Abszolút, mint Végtelen Tér és Idő
- Zurván természete
- az a felfogás, amely ikerpárnak tekinti Ohrmazdot és Ahrimant;
- az a nézet, amely szerint Ahriman kilencezer évig uralkodott a világ fölött;
- a fatalizmus;
- a materializmus